# 4 × 50 meter mixed medley vid världsmästerskapen i kortbanesimning 2022
4 × 50 meter mixed medley vid världsmästerskapen i kortbanesimning 2022 avgjordes den 14 december 2022 i Melbourne Sports and Aquatic Centre i Melbourne i Australien.
Guldet togs av USA som noterade ett nytt världsrekord efter ett lopp på 1 minut och 35,15 sekunder. Silvret togs av Italien och bronset av Kanada.

## Rekord
Inför tävlingens start fanns följande världs- och mästerskapsrekord:
|                   | Nation        | Tid     | Ort                              | Datum            |
| ----------------- | ------------- | ------- | -------------------------------- | ---------------- |
| Världsrekord      | Nederländerna | 1.36,18 | Kazan, Ryssland                  | 7 november 2021  |
| Mästerskapsrekord | Nederländerna | 1.36,20 | Abu Dhabi, Förenade arabemiraten | 18 december 2021 |

Följande nya rekord noterades under mästerskapet:
| Datum       | Omgång | Namn                                                                           | Nation | Tid     | Rekord     |
| ----------- | ------ | ------------------------------------------------------------------------------ | ------ | ------- | ---------- |
| 14 december | Final  | Ryan Murphy (22,37) Nic Fink (24,96) Kate Douglass (24,09) Torri Huske (23,73) | USA    | 1.35,15 | 0VR0, 0MR0 |

## Resultat

### Försöksheat
Försöksheaten startade klockan 11:05.
| Placering | Heat | Bana | Nation                    | Simmare | Tid     | Noteringar |
| --------- | ---- | ---- | ------------------------- | --- | ------- | ---------- |
| 1         | 2    | 4    | USA                       | Shaine Casas (22,98) Michael Andrew (25,56) Kate Douglass (24,37) Alexandra Walsh (23,92)                                    | 1.36,83 | 0Q0        |
| 2         | 3    | 5    | Tyskland                  | Ole Braunschweig (23,29) Anna Elendt (29,15) Marius Kusch (21,66) Angelina Köhler (23,80)                                    | 1.37,90 | 0Q0        |
| 3         | 3    | 1    | Storbritannien            | Medi Harris (26,97) Adam Peaty (25,49) Ben Proud (22,42) Anna Hopkin (23,58)                                                 | 1.38,46 | 0Q0        |
| 4         | 4    | 4    | Nederländerna             | Kira Toussaint (26,37) Caspar Corbeau (26,26) Nyls Korstanje (22,13) Valerie van Roon (23,83)                                | 1.38,59 | 0Q0        |
| 5         | 4    | 8    | Japan                     | Miki Takahashi (26,66) Masaki Niiyama (26,19) Moe Tsuda (24,96) Kosuke Matsui (20,83)                                        | 1.38,64 | 0Q0        |
| 6         | 3    | 4    | Italien                   | Lorenzo Mora (23,17) Simone Cerasuolo (26,46) Silvia Di Pietro (24,99) Costanza Cocconcelli (24,29)                          | 1.38,91 | 0Q0        |
| 7         | 1    | 1    | Kina                      | Wang Gukailai (23,94) Qin Haiyang (25,93) Wang Yichun (25,08) Wu Qingfeng (24,05)                                            | 1.39,00 | 0Q0        |
| 8         | 4    | 7    | Kanada                    | Ingrid Wilm (26,25) Javier Acevedo (25,74) Ilya Kharun (22,41) Rebecca Smith (24,61)                                         | 1.39,01 | 0Q0        |
| 9         | 4    | 5    | Sverige                   | Hanna Rosvall (26,40) Klara Thormalm (29,40) Oskar Hoff (22,30) Isak Eliasson (21,16)                                        | 1.39,26 |            |
| 10        | 1    | 8    | Australien                | Bradley Woodward (23,87) Grayson Bell (26,17) Alexandria Perkins (25,51) Meg Harris (23,86)                                  | 1.39,41 |            |
| 11        | 2    | 1    | Nya Zeeland               | Zac Dell (24,07) Josh Gilbert (26,11) Helena Gasson (25,39) Rebecca Moynihan (23,96)                                         | 1.39,53 | 0NR0       |
| 12        | 2    | 5    | Österrike                 | Caroline Pilhatsch (27,06) Bernhard Reitshammer (25,79) Simon Bucher (22,34) Lena Kreundl (24,52)                            | 1.39,71 | 0NR0       |
| 13        | 3    | 2    | Bulgarien                 | Gabriela Georgieva (27,91) Tonislav Sabev (25,89) Josif Miladinov (23,07) Diana Petkova (24,50)                              | 1.41,37 |            |
| 14        | 2    | 3    | Hongkong                  | Stephanie Au (27,49) Ng Yan Kin (27,92) Sze Hang Yu (25,93) Ian Ho (20,71)                                                   | 1.42,05 | 0NR0       |
| 15        | 4    | 6    | Slovakien                 | Tamara Potocká (27,77) Andrea Podmaníková (30,47) Ádám Halás (22,94) Matej Duša (21,05)                                      | 1.42,23 | 0NR0       |
| 16        | 2    | 2    | Colombia                  | Santiago Corredor (24,77) Jorge Murillo (26,49) Sirena Rowe (26,16) Stefanía Gómez (25,04)                                   | 1.42,46 | 0NR0       |
| 17        | 3    | 3    | Sydafrika                 | Milla Drakopoulos (28,04) Simon Haddon (27,69) Clayton Jimmie (23,05) Caitlin de Lange (24,29)                               | 1.43,07 |            |
| 18        | 1    | 6    | Taiwan                    | Chuang Mu-lun (24,57) Wu Chun-feng (26,80) Huang Mei-chien (26,21) Chen Szu-an (25,90)                                       | 1.43,48 |            |
| 19        | 4    | 3    | Turkiet                   | Doruk Tekin (24,64) Emre Sakçı (25,71) Nida Eliz Üstündağ (27,34) Merve Tuncel (26,80)                                       | 1.44,49 |            |
| 20        | 3    | 6    | Dominikanska republiken   | Elizabeth Jiménez (28,77) Josué Domínguez (26,40) Lara Krystal (27,31) Denzel González (22,25)                               | 1.44,73 | 0NR0       |
| 21        | 4    | 1    | Peru                      | Alexia Sotomayor (28,64) Javier Matta (26,58) Rafaela Fernandini (27,65) Joaquín Vargas (22,93)                              | 1.45,80 | 0NR0       |
| 22        | 3    | 7    | Bahamas                   | Lamar Taylor (24,19) Victoria Russell (32,28) Luke Thompson (24,50) Rhaniska Gibbs (25,96)                                   | 1.46,93 |            |
| 23        | 3    | 8    | Samoa                     | Kokoro Frost (26,31) Brandon Schuster (27,77) Olivia Borg (27,06) Kaiya Brown (26,77)                                        | 1.47,91 |            |
| 24        | 2    | 6    | Mongoliet                 | Enkh-Amgalangiin Ariuntamir (29,60) Myagmaryn Delgerkhüü (29,31) Batbayaryn Enkhtamir (25,42) Batbayaryn Enkhkhüslen (25,64) | 1.49,97 |            |
| 25        | 1    | 7    | Guatemala                 | Miguel Vásquez (25,18) Krista Jurado (34,25) Erick Gordillo (24,67) Lucero Mejía (26,11)                                     | 1.50,21 |            |
| 26        | 2    | 7    | Tanzania                  | Ria Save (32,74) Hilal Hilal (30,20) Collins Saliboko (25,05) Sophia Latiff (27,83)                                          | 1.55,82 |            |
| 27        | 2    | 8    | Nordmarianerna            | Isaiah Alexsenko (25,84) Jinnosuke Suzuki (31,63) Maria Batallones (31,64) Shoko Litulumar (29,82)                           | 1.58,93 |            |
| 28        | 1    | 5    | Papua Nya Guinea          | Josh Tarere (29,64) Nathaniel Noka (31,70) Georgia-Leigh Vele (30,32) Jhnayali Tokome-Garap (29,19)                          | 2.00,85 |            |
| 29        | 1    | 3    | Mikronesiska federationen | Tasi Limtiaco (27,01) Taeyanna Adams (37,68) Kestra Kihleng (31,60) Kyler Kihleng (26,46)                                    | 2.02,75 |            |
| 30        | 1    | 2    | Guam                      | Amaya Bollinger (36,58) Mia Lee (36,70) James Hendrix (26,18) Israel Poppe (23,50)                                           | 2.02,96 |            |
| 31        | 4    | 2    | Maldiverna                | Aishath Sausan (33,74) Hamna Ahmed (38,12) Mohamed Shiham (27,95) Mubal Azzam Ibrahim (25,72)                                | 2.05,53 |            |
| 32        | 1    | 4    | Filippinerna              | Jerard Jacinto (24,26) Jonathan Cock Chloe Isleta Jasmine Alkhaldi                                                           | 0DSQ0   | 0DSQ0      |

### Final
Finalen startade klockan 19:35.
| Placering | Bana | Nation         | Simmare                                                                                               | Tid     | Noteringar |
| --------- | ---- | -------------- | --- | ------- | ---------- |
| 1         | 4    | USA            | Ryan Murphy (22,37) Nic Fink (24,96) Kate Douglass (24,09) Torri Huske (23,73)                        | 1.35,15 | 0VR0       |
| 2         | 7    | Italien        | Lorenzo Mora (22,59) Nicolò Martinenghi (24,83) Silvia Di Pietro (24,52) Costanza Cocconcelli (24,07) | 1.36,01 | 0ER0       |
| 3         | 8    | Kanada         | Kylie Masse (25,71) Javier Acevedo (25,95) Ilya Kharun (22,12) Maggie Mac Neil (23,15)                | 1.36,93 | 0NR0       |
| 4         | 3    | Storbritannien | Medi Harris (26,60) Adam Peaty (25,24) Ben Proud (21,93) Anna Hopkin (23,30)                          | 1.37,07 | 0NR0       |
| 5         | 1    | Kina           | Wang Gukailai (23,74) Yan Zibei (25,41) Zhang Yufei (24,54) Wu Qingfeng (23,62)                       | 1.37,31 | 0AR0       |
| 6         | 2    | Japan          | Miki Takahashi (26,69) Masaki Niiyama (25,81) Ai Soma (24,80) Kosuke Matsui (21,08)                   | 1.38,38 |            |
| 7         | 5    | Tyskland       | Ole Braunschweig (22,98) Anna Elendt (28,67) Marius Kusch Angelina Köhler                             | 0DSQ0   | 0DSQ0      |
| 7         | 6    | Nederländerna  | Kira Toussaint (25,91) Caspar Corbeau (25,65) Maaike de Waard (24,50) Thom de Boer                    | 0DSQ0   | 0DSQ0      |